# Nati nel 1976/Senza giorno specificato
| Questa pagina contiene informazioni ricavate automaticamente dalle voci biografiche con l'ausilio del template Bio e di un bot. L'aggiornamento è periodico e automatico e ricostruisce completamente la pagina. Se manca una persona in questa lista, sei pregato di non aggiungerla, ma accertati piuttosto che la sua voce biografica contenga il template Bio e che i dati anagrafici siano correttamente compilati. Se il template Bio manca, inseriscilo tu stesso o, in alternativa, metti l'avviso {{tmp\|Bio}} che ne segnala la mancanza. Se i dati riportati sono sbagliati, correggi direttamente la voce biografica; le modifiche saranno visibili in questa lista entro pochi giorni. Per chiarimenti vedi il progetto biografie. La lista contiene solo le 180 persone che sono citate nell'enciclopedia e per le quali è stato implementato correttamente il template Bio. Pagina aggiornata al 10 ago 2025. |

- Sara Aagesen, politica e ingegnera spagnola
- Tawfik Abu Wael, regista e sceneggiatore palestinese
- Jamila Afghani, attivista afghana
- Kristof Allegaert, ciclista belga
- Lewis Alsamari, attore britannico
- Fernanda Alves, modella portoghese
- Doa Aly, artista egiziana
- Thomas Rune Andersen, chitarrista norvegese
- Andrew C.S. Peacock, storico inglese
- Julius Avery, regista e sceneggiatore australiano
- Ruth Barrett, compositrice britannica
- Luka Bekavac, scrittore croato
- Francesco Bonanno, sportivo italiano
- Daniele Bonomo, disegnatore e fumettista italiano
- Beppe Bornaghi, compositore, docente e pianista italiano
- Lera Boroditsky, psicologa bielorussa
- Adrian Brendel, violoncellista britannico
- Chico Brenes, skater nicaraguense
- Marion Brunet, scrittrice francese
- Alain Brunn, scrittore e saggista francese
- Jason Bulmahn, autore di giochi statunitense
- Tino Sehgal, artista tedesco
- Manuela Cacciamani, produttrice cinematografica italiana
- Maxence Caron, scrittore, filosofo e musicologo francese
- Jorge Carrión, scrittore e critico letterario spagnolo
- Caroline Carver, attrice inglese
- Kristin Cashore, scrittrice statunitense
- Hélène Cattet e Bruno Forzani, regista e sceneggiatrice francese
- Alessandro Celli, regista e autore televisivo italiano
- Christophe Chassol, pianista e compositore francese
- Raïssa Kelly, cantante francese
- Gabriele Ciampi, compositore e direttore d'orchestra italiano
- Danielle Ciardi, attrice statunitense
- Adelaide Cioni, artista e traduttrice italiana
- Emanuele Coccia, filosofo italiano
- Alexandre Coffre, regista e sceneggiatore francese
- Fernando Coimbra, regista e sceneggiatore brasiliano
- Colleen, musicista francese
- Roger Coma, attore spagnolo
- Derek Connolly, sceneggiatore statunitense
- Daouda Coulibaly, regista maliano
- Eran Creevy, regista e sceneggiatore britannico
- Luciana Curtis, supermodella brasiliana
- Cylob, musicista britannico
- Marco Danieli, regista italiano
- Brionne Davis, attore statunitense
- David De Costa, ex sciatore alpino sloveno
- Devor De Pascalis, sceneggiatore, regista e scrittore italiano
- Andrea Di Consoli, scrittore, giornalista e critico letterario svizzero
- Sandrine Dole, designer francese
- Giuliano Dottori, cantautore, polistrumentista e produttore discografico italiano
- Richard Durand, disc jockey e produttore discografico olandese
- Lawrence English, compositore australiano
- Safâa Erruas, artista marocchina
- Erwin van den Eshof, regista olandese
- Catherine Feeny, cantautrice statunitense
- Justin Foley, batterista statunitense
- Melika Foroutan, attrice tedesca
- Amanda Forsythe, soprano statunitense
- Michael Francis, direttore d'orchestra britannico
- Fernando Franco, regista e montatore spagnolo
- Christian Fuchs, sociologo austriaco
- Arturo Galansino, storico dell'arte e critico d'arte italiano
- Christophe Galfard, fisico e scrittore francese
- Bolor Ganbold, generale mongola
- Leonardo García Alarcón, direttore d'orchestra argentino
- Marco Gentile, regista italiano
- Michele Geraci, italiano
- Henry Gilroy, sceneggiatore e produttore cinematografico statunitense
- Gustavo Gimeno, percussionista, direttore d'orchestra e docente spagnolo
- Ale Giorgini, illustratore e grafico italiano
- Michael Gracey, produttore cinematografico, regista e effettista australiano
- Alessandro Orlando Graziano, cantautore italiano
- Diego Gutiérrez, sceneggiatore e produttore cinematografico messicano
- Feri Baycu Güler, attrice e produttrice cinematografica turca
- Jordan Harper, scrittore e sceneggiatore statunitense
- Angela Harris, ex cestista statunitense
- Scott Herren, musicista statunitense
- Hinda Hicks, cantante tunisina
- Alexandra Holzmann, ex sciatrice alpina austriaca
- Mattias Kangas, ex sciatore alpino svedese
- Manuela Kelley, artista tedesca
- Benjamin Kiprotich Korir, ex maratoneta keniota
- Jeremy Kleiner, produttore cinematografico statunitense
- Mervi Koponen, cantante finlandese
- Isha Koppikar, attrice|Attività2=modella indiana
- Maria Kowroski, ballerina statunitense
- Thomas Kruithof, regista e sceneggiatore francese
- Jennifer Kydd, attrice canadese
- Robin Laing, attore britannico
- Nicola Lecca, scrittore italiano
- Ellie Levins, ex sciatrice alpina statunitense
- Osvalde Lewat, regista e fotografa camerunese
- Glenda León, artista cubana
- Mimi Lien, scenografa statunitense
- Giovanni Lonfernini, politico sammarinese
- Maurizio Losi, regista, sceneggiatore e produttore cinematografico italiano
- Hannah Lowe, scrittrice e poetessa britannica
- Zhang Lu, astronauta cinese
- Jadelin Mabiala Gangbo, scrittore italiano
- David Makhateli, ex ballerino georgiano
- Mariadele, cantautrice italiana
- Dawn Martin, cantante irlandese
- Kirsty Martin, ex ballerina australiana
- Lynn Martin, banchiera statunitense
- Neil Maskell, attore, scrittore e regista britannico
- Daniel Mason, scrittore statunitense
- Jon McGregor, scrittore britannico
- Sara Mesa, scrittrice spagnola
- Tomislav Mijatović, allenatore di pallacanestro croato
- Kamran Mir Hazar, poeta, giornalista e attivista norvegese
- Azadeh Moaveni, giornalista e scrittrice statunitense
- Cédric Morand, ex sciatore alpino francese
- Kate Morton, scrittrice australiana
- Matteo Musumeci, compositore italiano
- Francesco Muzzopappa, scrittore italiano
- Benjamin Myers, scrittore e giornalista britannico
- Hodan Nalayeh, imprenditrice, giornalista e attivista somala († 2019)
- Ahanonu Nduwhite Ndbuisi, artista e poeta nigeriano
- Andrew Ng, informatico statunitense
- Vo Trong Nghia, architetto vietnamita
- Qui Nguyen, drammaturgo, sceneggiatore e regista statunitense
- Rune Nielsen, ex sciatore alpino norvegese
- Alex North, scrittore inglese
- Denis Novato, musicista italiano
- Tara Ochs, attrice statunitense
- Mari Okada, sceneggiatrice, regista e fumettista giapponese
- Antonio Ortuño, scrittore e giornalista messicano
- Mark Owen, scrittore e militare statunitense
- Massimiliano Parla, nuotatore italiano
- Malte Persson, poeta, critico letterario e traduttore svedese
- Cédric Pescia, pianista francese
- Christopher Phillips, ex sciatore alpino statunitense
- Giulia Piersanti, costumista italiana
- Eliza Piotrowska, scrittrice, poetessa e illustratrice polacca
- David L. Polishook, astronomo israeliano
- Francesco Prisco, giornalista e scrittore italiano
- Patrick Radden Keefe, scrittore e giornalista statunitense
- Beth Raymer, scrittrice e giornalista statunitense
- Andrea Reinkemeyer, compositrice statunitense
- Robin Rhode, artista sudafricano
- Sasu Ripatti, musicista e disc jockey finlandese
- Henry Alex Rubin, regista e sceneggiatore statunitense
- Javier Ruiz Caldera, regista spagnolo
- Ben Russell, regista statunitense
- Donal Ryan, scrittore irlandese
- Chay Santini, modella e attrice statunitense
- Carolina Schutti, scrittrice austriaca
- Maja Schöne, attrice tedesca
- Giuditta Scorcelletti, cantante italiana
- Thea Sharrock, regista e direttrice artistica britannica
- Caroline Sheen, attrice e cantante gallese
- Scott S. Sheppard, astronomo statunitense
- Simona Cocozza, regista, sceneggiatrice e montatrice italiana
- Scott Snyder, scrittore e fumettista statunitense
- Peter Sollett, regista statunitense
- Andrea Stella, velista italiano
- Diego Stocco, compositore italiano
- Cecilie Sylvester Jensen, ex sciatrice alpina norvegese
- Luca Tarenzi, scrittore e traduttore italiano
- Khet Thi, poeta e attivista birmano († 2021)
- Gabriel Thibault, ex sciatore alpino canadese
- Dustin Thomason, scrittore statunitense
- Apolline Traoré, regista burkinabé
- Darko Tresnjak, regista teatrale serbo
- Alex Tse, sceneggiatore statunitense
- Joachim Ullrich, ex giocatore di football americano e allenatore di football americano tedesco
- Jasmine, cantante finlandese
- Romain Valla, ex sciatore alpino francese
- Juraj Valčuha, direttore d'orchestra slovacco
- Jérémie Vaubaillon, astronomo francese
- Christie Watson, scrittrice britannica
- Shai Wosner, pianista israeliano
- Cai Xuzhe, astronauta cinese
- Hannah Yelland, attrice britannica
- Yu Xingze, artista cinese
- Ken Liu, scrittore e traduttore cinese
- Sedat Yüce, cantante turco
- Abu Ibrahim al-Hashimi al-Qurashi, terrorista iracheno († 2022)
- Óscar de la Fuente, attore spagnolo